# Mika Aaltonen
Mika Aaltonen (Turku, 16 de novembro de 1965) foi um jogador de futebol finlandês.